# 니시신주쿠

니시신주쿠

니시신주쿠(일본어: 西新宿)는 신주쿠구의 중심 업무 지구로, 고층 건물들이 몰려있다.